# تناظر ای دی اس/سی اف تی

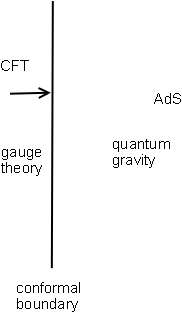
نظریه میدان همدیس، کهمی تواند یک نظریه پیمانه ای باشد که در مرز همدیس بین فضای پاد-دو سیتر و گرانش کوانتومی قرار می گیرد.

در فیزیک نظری، تناظر ای دی اس/سی اف تی (به انگلیسی: AdS/CFT correspondence) (تناظر فضای پاد-دوسیتر/نظریه میدان همدیس) که گاهی با نامهای دوگانی مالداسنا یا دوگانی پیمانه/گرانش شناخته می شود، عبارت است از هم ارزی حدس زده شده بین یک نظریه ریسمان با گرانش تعریف شده در یک فضای {\displaystyle {\mathcal {S}}} و یک نظریه میدان‌های کوانتومی بدون گرانش تعریف شده در مرز همدیس {\displaystyle {\mathcal {S}}}، که بعد آن حداقل یک واحد کمتر است. چگونگی نامگذاری این حدس برگرفته از این واقعیت است که فضای اولی حاصل ضرب یک فضای پاد-دو سیتر (AdS) با یک خمینه بسته مانند کره، خمینه مداری یا فضای جابه جایی ناپذیر است، در حالی که نظریه دوگان یک نظریه میدانهای همدیس است.